# Henrique Mitchell de Paiva Couceiro

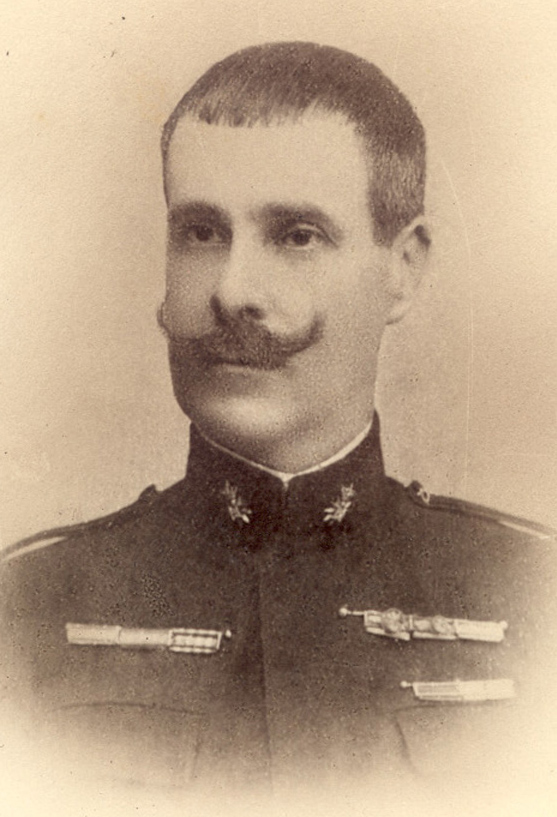
Henrique Mitchell de Paiva Couceiro

Henrique Mitchell de Paiva Cabral Couceiro (* 30. Dezember 1861 in São Mamede, Lissabon; † 11. Februar 1944 in São Sebastião da Pedreira, Lissabon) war ein portugiesischer Soldat, Kolonialgouverneur und monarchistischer Politiker.
Er wurde besonders für seine Karriere während der Besetzung Mosambiks nach dem Britischen Ultimatum bekannt als auch durch zwei Umsturzversuche der Ersten Portugiesischen Republik. Von 1907 bis 1909 war er 89. Kolonialgouverneur der portugiesischen Kolonie Angola. Aufgrund seines Kampfes für die portugiesische Monarchie musste Paiva Couceiro mehrere Exilaufenthalte verbüßen. Im Exil stieg er zum Anführer der Monarchisten auf, die sich vor allem im spanischen Galicien aufhielten. Dort bereitete er mehrere Putsche gegen die portugiesische Republik vor. So war er 1919 Anführer der Monarchie des Nordens. 
Paiva Couceiro heiratete am 21. November 1896 in Encarnação seine Frau Júlia Maria do Carmo de Noronha, mit der er drei Töchter und zwei Söhne hatte.